# Чіпріан Порумбеску
Чіпріа́н Порумбе́ску (рум. Ciprian Porumbescu) (*14 жовтня 1853, Шепіт, Австрійська Імперія— †25 травня 1883, Чіпріан-Порумбеску, Румунія) — румунський композитор, диригент. Один з основоположників румунської класичної музики. Його композиція для пісні «На нашім прапорі написано Єдність» (Pe-al nostru steag e scris Unire) стала мелодією Національного гімну Албанії.

## Життєпис
Народився в родині священика Румунської Православної Церкви Іраклія Голембіовського, який у 1881 році змінив своє прізвище переклавши його з польської мови на румунську на Porumbescu (golab=porumbel).

Меморіальна дошка Ципріана Порумбеску у Чернівцях

Музичну освіту здобув у Кароля Мікулі (теорія) і Сидора Воробкевича (гармонія, хорове диригування). У 1875—1877 рр. працював диригентом хорового товариства та керівником робітничих хорів у Чернівцях. 
Був заарештований за участь у національно-визвольному русі під час австро-угорського панування. В 1879—1881 рр. навчався у Віденській консерваторії. В 1881—1882 рр. викладав у музичній школі в Брашові. 
У своїй творчості використовував румунські народні мелодії.
Ім'ям Чіпріана Порумбеску названо Бухарестську консерваторію.